# Arquidiocese de Imphal
A Arquidiocese de Imphal (Archidiœcesis Imphalensis) é uma arquidiocese da Igreja Católica situada em Imphal, Manipur, na Índia. É fruto da elevação, em 10 de julho de 1995, da diocese de Imphal, desmembrada da antiga Diocese de Imphal-Kohima em 28 de março de 1980, desmembrada da Diocese de Dibrugarh. Seu atual arcebispo é Linus Neli. Sua sé é a Catedral Saint Joseph.
Possui 44 paróquias, 1 hospital, 6 casas de formação e diversas instituições de ensino.

## Prelados
|            | Nome              | Período    | Notas               |
| Arcebispos | Arcebispos        | Arcebispos | Arcebispos          |
| ---------- | ----------------- | ---------- | ------------------- |
| 3º         | Linus Neli        | 2023-      | Atual               |
| 2º         | Dominic Lumon     | 2006-2023  | Arcebispo emérito   |
| 1º         | Joseph Mittathany | 1995-2006  |                     |
| Bispo      |                   |            |                     |
| 1º         | Joseph Mittathany | 1980-1995  | Elevado à Arcebispo |